# Полосин, Андрей Владимирович
Андрей Владимирович Полосин (р. 11 ноября 1970 года, Москва) — российский политтехнолог, директор департамента Росатома по взаимодействию с регионами. Кандидат психологических наук, доктор политических наук. Близкий соратник Сергея Кириенко, которого называет «учителем по жизни». Куратор предмета «Основы российской государственности», введённого в высших учебных заведениях России с 2023 года.
Полосин работал на предвыборной кампании Кириенко вместе с Александром Харичевым.

## Биография
Родился 11 ноября 1970 года в Москве.
Окончил психологический факультет Московского педагогического государственного университета по специальности «Психолог-консультант» в 1996 году, в 1997 году защитил диплом в Академии народного хозяйства, квалификация — «Консультант по управлению».
В 2010 году окончил юридический факультет Российской академии народного хозяйства и государственной службы при президенте РФ.

## Карьера
В 2007 году был принят на работу в Администрацию Президента Российской Федерации в Управление Президента Российской Федерации по внутренней политике, которым тогда руководил Владислав Сурков.
В 2010 году назначен заместителем председателя Правительства Бурятия по взаимодействию с федеральными органами власти и развитию гражданского общества, где проработал полгода и был уволен по собственному желанию.
В 2011 году начал работу в госкорпорации «Росатом» как директор проекта Департамента коммуникаций.
 С 2014 по 2017 годы был заместителем начальника Управления по работе с регионами «Росатома».
 В 2017 году назначен начальником Управления по работе с регионами, которое с 2019 года реорганизовано в Департамент по взаимодействию с регионами.
Параллельно с работой в «Росатоме» с 2018 года работал в НИЯУ МИФИ, где занимал должность заведующего кафедрой управления наукоёмкими отраслевыми и региональными проектами.
В январе 2023 года перешёл на должность проректора РАНХиГС.
На президентских выборах 2024 года руководил кампанией лидера ЛДПР Леонида Слуцкого.